# Chin Wing

Veränderung des Unterkiefers bei einer Chin-Wing-Operation

Als Chin Wing (engl.: chin „Kinn“; wing „Flügel“) wird eine operative Methode am Unterkiefer verstanden, die der Korrektur von ästhetischen Problemen des unteren Gesichts bei Unterkieferfehllagen dient. Es handelt sich um eine Osteotomie (Knochenschnitt) des Unterkieferrandes, welche in dieser Weise 2009 erstmals von Albino Triaca beschrieben wurde.
Die ursprüngliche Namensgebung in der Erstpublikation lautet Mandibula wing osteotomy, abgeleitet von den flügelförmigen Knochenabtrennungen. Da die Methode besonders zur Korrektur von Störungen der Kinnform verwendet wird, hat sich der Begriff Chin Wing  eingebürgert. Bei der OP erfolgt eine zirkuläre, vertikal-tangentiale Durchtrennung des Unterkieferrandes ohne Veränderung des zahntragenden Kiefers und ohne Einfluss auf das Kiefergelenk.

## Einsatzgebiete
Die Methode kommt bei Rücklage des Unterkiefers mit fliehendem Kinn, ungünstiger Form des Unterkieferrandes und -winkels mit negativem Einfluss auf die Muskelspannung im Mundbereich, bei Vorverlagerung des Unterkiefers, genauso wie Unterkieferasymmetrien zum Einsatz. Sie ergänzt und erweitert die bestehenden Verfahren an Kieferosteotomien (beispielsweise LeFort I-Osteotomie, Sagittale Spaltung nach Obwegeser, Segmentdistraktionen). Diese stehen primär zur Korrektur von Dysgnathien zur Verfügung, aber auch sekundär zur Formveränderung der Gesichtskonturen, bedingen aber immer eine Beeinflussung des zahntragenden Kiefers mit Veränderungen der Bisslage und haben Einfluss auf das Kiefergelenk. Mit dieser neuen Art der Osteotomie kann die Kinnprominenz sagittal und transversal (im Profil und von vorne gesehen) beeinflusst werden und der Unterkieferrand sowie der Kieferwinkelbereich kann bewusst betont werden. Auch kann eine Divergenz der Unterkieferkontur, dem Verhältnis zwischen aufsteigendem Unterkieferast und Körper des Unterkiefers unabhängig von der bestehenden Kieferbewegung, verändert werden. Durch diese OP-Methode wird ebenfalls die Korrektur einer Unterkieferasymmetrie vereinfacht, ohne negative Konsequenzen auf die Kiefergelenke befürchten zu müssen.
Ein weiterer Vorteil besteht in der postoperativen Normalisierung der Muskelspannung im Kinn-/Mundbereich, die erforderlich ist, um einen ausreichenden und entspannten Mundschluss zu erreichen. Dieser ist sowohl für das ästhetische Profil von Bedeutung, aber eliminiert vor allem den konstant erhöhten Muskeltonus (Spannungszustand der Muskulatur im Bereich des Mundes) auf die Dentition, der mitverantwortlich für das Entstehen von Zahnfehlstellungen sein kann (siehe auch Myofunktionelle Störung (orofacial)). Auch kann eine eventuell bestehende Mundatmung mit dem erhöhten Risiko für Infekte der oberen Atemwege damit günstig beeinflusst werden.

## OP-Verfahren
Der Eingriff wird vom Mund her (intraoral) durchgeführt, dabei wird eine vertikale Osteotomie des gesamten Unterkieferrandes von Kieferwinkel zu Kieferwinkel durchgeführt. Wichtig ist, dass das Periost kaudal (am Unterrand) der Osteotomie nicht abgelöst wird, um eine weitere Durchblutung des Knochenflügels zu ermöglichen. Die mit dieser Technik gewonnene Knochenspange bleibt fest mit den Weichteilen verbunden und kann je nach Fragestellung in verschiedene Abschnitte unterteilt und in praktisch sämtlichen Ebenen verschoben werden, bevor sie in der endgültigen Stellung mit Schrauben und Osteosyntheseplatten fixiert wird. Mit einer präoperativ standardmäßig durchzuführenden Bildgebung (vorzugsweise einer digitalen Volumentomographie) kann gewährleistet werden, dass die Nn. alveolares inferiores bzw. Nn. mentales  zuverlässig geschont werden.
Die Chin Wing-Methode kann mit Methoden zur Oberkieferveränderung meist problemlos in einer OP kombiniert werden, falls multiple Veränderung des Gesichts und einer Dysgnathie bestehen und korrigiert werden müssen.